# گونستان
گَوَنِسپان ( قلعه نو) روستایی در  بخش زند شهرستان ملایر استان همدان ایران است.نام این روستا برگرفته از گیاه گون می‌باشد.

## جمعیت
بر پایه سرشماری عمومی نفوس و مسکن در سال ۱۳۹۵ جمعیت این روستا ۴۷ نفر (۱۳خانوار) بوده‌است.